# Columbia Pictures
Columbia Pictures Industries, Inc. — американская компания по производству и распространению фильмов, входящая в состав Sony Pictures Motion Picture Group, подразделения Sony Pictures Entertainment, одной из студий «Большой пятёрки» и дочерней компании транснационального конгломерата Sony. 
19 июня 1918 года братья Джек и Гарри Кон и их деловой партнёр Джо Брандт основали студию под названием Cohn-Brandt-Cohn (CBC) Film Sales Corporation. 10 января 1924 года компания приняла название Columbia Pictures (до 23 декабря 1968 года она действовала как Columbia Pictures Corporation), через два года стала публичной и в конечном итоге начала использовать в качестве логотипа изображение Колумбии, женского олицетворения Соединённых Штатов.
Компания также отвечала за распространение серии фильмов Диснея «Глупая симфония», а также серии мультфильмов о Микки Маусе с 1929 по 1932 год. Штаб-квартира студии расположена в здании Ирвинга Тальберга на бывшем здании Metro-Goldwyn-Mayer (в настоящее время известном как Sony Pictures) в Калвер-Сити, Калифорния, с 1990 года.
К наиболее коммерчески успешным франшизам Columbia относятся «Человек-паук», «Джеймс Бонд», «Джуманджи», «Плохие парни» и «Охотники за привидениями», а самый кассовый фильм студии в мире — «Человек-паук: Нет пути домой» с кассовыми сборами в 1,92 миллиарда долларов.

## История
Компания CBC Film Sales Corporation была основана в 1919 году двумя предпринимателями - Гарри Коном и его братом Джеком (появившимися на свет в Нью-Йорке, в еврейской рабочей семье: отец, Иосиф Коэн, был родом из Германии, а мать, Белла Джозеф, эмигрировала из Российской империи), а также примкнувшим к ним продюсером Джо Брендтом. Значительную часть персонала в то время составляли семейство Конов и их родственники. Репутация фирмы была настолько низкой, что «CBC» в шутку расшифровывали как «квашеная капуста и солонина» (англ. Corned Beef and Cabbage). В надежде хоть как-то поправить имидж Кон переименовал её в 1924 году в Columbia Pictures. Кон лично курировал кинопроизводство вплоть до 1958 года, установив своеобразный голливудский рекорд в этом отношении.
Из основных кинотрестов студийной системы середины XX века Columbia Pictures располагала самым скромным бюджетом. В 1930-е гг. залогом её доходности были комедии Говарда Хоукса и Фрэнка Капры («Это случилось однажды ночью», «Мистер Смит едет в Вашингтон»). Определённый успех у публики имели низкобюджетная сериальная продукция и комические номера команды Three Stooges. В целях экономии расходов из фильма в фильм кочевали одни и те же декорации. Уолт Дисней через эту компанию выпускал в прокат свои мультфильмы про Микки Мауса, причём он делал это до конца 1932 года.
В 1940-е гг. Капра ушёл из студии. Гэри Кон смог поправить пошатнувшиеся дела за счёт контракта с Ритой Хейворт, которая после фильма «Гильда» стала одной из самых востребованных кинодив. Он также одним из первых киномагнатов научился извлекать прибыль из телевизионного бума 1950-х, переориентировав подразделение Screen Gems с дешёвой анимации на производство непритязательных телесериалов вроде «Моя жена меня приворожила».

Сеть кинотеатров Columbia не была значительной, поэтому распад кинотрестов в конце 1940-х студию почти не затронул. На фоне конкурентов, которые мучительно переживали потерю доходов от собственных кинотеатров, компания Кона оказалась в выигрышном положении. В короткий период с 1954 по 1957 гг. три картины производства Columbia Pictures удостоились «Оскара» в номинации «Лучший фильм года». Другим оскаровским триумфатором стала эпопея Дэвида Лина «Лоуренс Аравийский» (1962). Из сравнительно небольшого семейного предприятия Columbia превратилась во флагмана национальной киноиндустрии. 

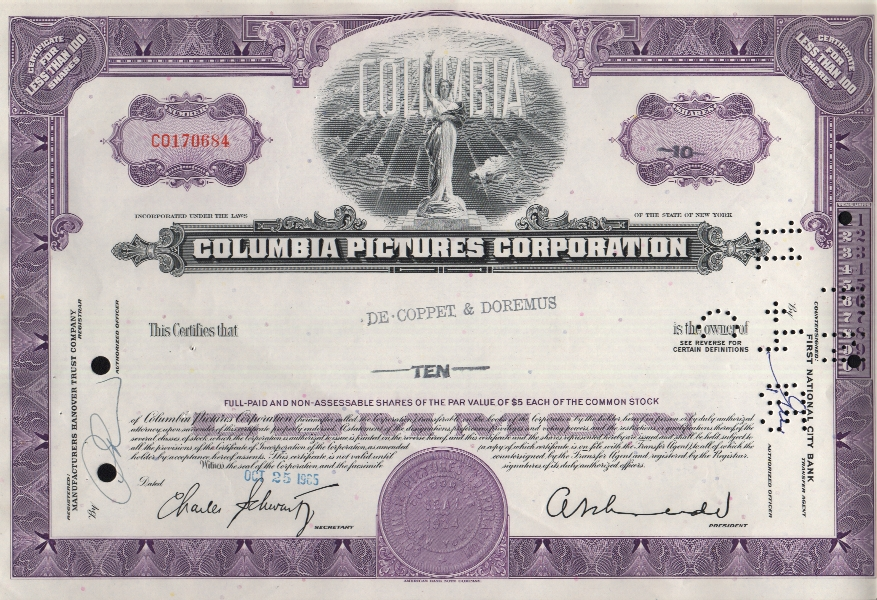
Акция компании с изображением её эмблемы. American Bank Note Co., 1965 год

Как и другие студии-мейджоры, в конце 1960-х компания оказалась на грани банкротства и была вынуждена искать крупного инвестора со стороны. Ущерб репутации кинокомпании нанесли и махинации её руководителя Дэвида Бегельмана. В 1982 году контроль над этой студией приобрёл концерн Coca-Cola. В конце 1980-х, когда японские транснациональные корпорации начали экспансию на рынок США, за 3,4 млрд $ контрольный пакет акций выкупила Sony Corporation.

## Логотип
Логотип Columbia Pictures — женщина с факелом в руке, символизирующая США. С 1936 до 1976 «Леди Факел» появлялась с мерцающим светом позади неё. Первой моделью для изображения женщины с факелом стала актриса Эвелин Венейбл. «Гарри и Уолтер едут в Нью-Йорк» был последним фильмом, в котором использовали «Леди Факел» в её классическом виде.
С 1976 до 1981 год Columbia Pictures (как и другие студии) экспериментировала с новой эмблемой. На новой эмблеме была знакомая леди с факелом, но лучи факела формировали синий ореол с названием студии под ним. Телевизионная копия содержала только последнюю часть эмблемы, и полукруг был оранжевого или красного цвета. Эта эмблема была заменена модернизированной версией «Леди Факел» в 1981 году.
На действующем логотипе Columbia Pictures в роли «Леди Факел» изображена художница Дженнифер Джозеф, снявшаяся в качестве модели для логотипа в 1992 году. В 1993 году студией Synthespian Studios была создана анимация этого логотипа при участии Джеффа Клейзера и Дианы Уолчак.

## Фильмография

### Список самых кассовых фильмов Columbia Pictures
| Место | Название                               | Год  | Мировые сборы  |
| ----- | -------------------------------------- | ---- | -------------- |
| 1     | Человек-Паук: Нет Пути Домой           | 2021 | $1,916,306,995 |
| 2     | Скайфолл                               | 2012 | $1,142,471,295 |
| 3     | Человек-Паук: Вдали от Дома            | 2019 | $1,131,927,996 |
| 4     | Джуманджи: Зов джунглей                | 2017 | $962,126,927   |
| 5     | Человек-Паук 3                         | 2007 | $894,983,373   |
| 6     | Спектр                                 | 2015 | $880,674,609   |
| 7     | Человек-паук: Возвращение домой        | 2017 | $880,166,924   |
| 8     | Веном                                  | 2018 | $855,013,954   |
| 9     | Человек-Паук                           | 2002 | $825,025,036   |
| 10    | Джуманджи: Новый уровень               | 2019 | $800,059,707   |
| 11    | 2012                                   | 2009 | $791,217,826   |
| 12    | Человек-Паук 2                         | 2004 | $788,976,453   |
| 13    | Код да Винчи                           | 2006 | $758,239,851   |
| 14    | Удивительный Человек-Паук              | 2012 | $757,930,663   |
| 15    | Удивительный Человек-Паук 2            | 2014 | $708,982,323   |
| 16    | Человек-Паук: Сквозь Вселенные         | 2023 | $689,810,862   |
| 17    | Хэнкок                                 | 2008 | $624,386,746   |
| 18    | Люди в Чёрном 3                        | 2012 | $624,026,776   |
| 19    | Казино «Рояль»                         | 2006 | $606,099,584   |
| 20    | Квант милосердия                       | 2008 | $589,580,482   |
| 21    | Люди в Чёрном                          | 1997 | $589,390,539   |
| 22    | Смурфы                                 | 2011 | $563,749,323   |
| 23    | Отель Трансильвания 3: Летние Каникулы | 2018 | $528,583,774   |
| 24    | Веном: Да будет Карнаж                 | 2021 | $501,546,922   |
| 25    | Ангелы и демоны                        | 2009 | $490,875,846   |

26   Пятый элемент